# Omloop van het Hageland
Der Omloop van het Hageland (Deutsch: Hageland-Rundfahrt) in Tielt-Winge ist ein Eintagesrennen für Frauen, das seit 2005 jährlich in der Region Hageland, Provinz Flämisch-Brabant, in Belgien ausgetragen wird.
Vor 2011 war das Rennen ein Kriterium in nationaler Wertung und hieß Tielt-Winge (Wielertrofee Vlaanderen). Seit 2011 ist es in der UCI-Kategorie 1.1 eingestuft.

## Palmarès
| Jahr | Siegerin          | Zweite                 | Dritte               |          |
| ---- | ----------------- | ---------------------- | -------------------- | -------- |
| 2005 | Ludivine Henrion  | Ilse Geldhof           | Anja Nobus           |          |
| 2006 | Ilse Geldhof      | Anja Nobus             | Karen Steurs         |          |
| 2007 | Louise Moriarty   | Yolandi du Toit        | Lieve Koninkx        |          |
| 2008 | Liesbet De Vocht  | Birgit Söllner         | Ilse Geldhof         |          |
| 2009 | Andrea Bosman     | Martine Bras           | Mascha Pijnenborg    |          |
| 2010 | Emma Johansson    | Martine Bras           | Grace Verbeke        |          |
| 2011 | Emma Johansson    | Adrie Visser           | Sjoukje Dufoer       |          |
| 2012 | Lizzie Armitstead | Pauline Ferrand-Prévot | Elisa Longo Borghini |          |
| 2013 | Emily Collins     | Shelley Olds           | Emma Johansson       |          |
| 2014 | Lizzie Armitstead | Emma Johansson         | Audrey Cordon        |          |
| 2015 | Jolien D’hoore    | Chantal Blaak          | Sara Mustonen        |          |
| 2016 | Marta Bastianelli | Leah Kirchmann         | Lotta Lepistö        |          |
| 2017 | Jolien D’hoore    | Chloe Hosking          | Sarah Roy            |          |
| 2018 | Ellen van Dijk    | Chloe Hosking          | Jolien D’hoore       |          |
| 2019 | Marta Bastianelli | Lotta Lepistö          | Leah Kirchmann       |          |
| 2020 | Lorena Wiebes     | Marta Bastianelli      | Emma Norsgaard       |          |
| 2021 | abgesagt          | abgesagt               | abgesagt             | abgesagt |
| 2022 | Marta Bastianelli | Emma Norsgaard         | Floortje Mackaij     |          |
| 2023 | Lorena Wiebes     | Marta Bastianelli      | Audrey Cordon-Ragot  |          |
| 2024 | Kristen Faulkner  | Mischa Bredewold       | Pfeiffer Georgi      |          |
| 2025 | Femke Gerritse    | Lara Gillespie         | Susanne Andersen     |          |